# Belforte all’Isauro
Belforte all’Isauro település Olaszországban, Marche régióban, Pesaro és Urbino megyében. Lakosainak száma 737 fő (2023. január 1.). Belforte all’Isauro Carpegna, Piandimeleto, Sant’Angelo in Vado és Sestino községekkel határos.

## Népesség
A település népessége az elmúlt években az alábbi módon változott:
| Lakosok száma | 754  | 744  | 737  |
|               | 2017 | 2018 | 2023 |